# Olympiakos Syndesmos Filathlōn Peiraiōs 2014-2015 (pallavolo maschile)
Questa voce raccoglie le informazioni riguardanti l'Olympiakos Syndesmos Filathlōn Peiraiōs nella stagione 2014-2015.

## Organigramma societario
Area direttiva
- Presidente: Michalīs Kountourīs

Area organizzativa
- Team manager: Nikos Mantouvalos

Area tecnica
- Primo allenatore: Dīmītrīs Kazazīs
- Secondo allenatore Giōrgos Mylōnakīs
- Allenatore: Giōrgos Skolias
- Scoutman: Giannīs Geōrgiadīs

Area sanitaria
- Preparatore atletico: Giōrgos Tsikourīs
- Fisioterapista: Giōrgos Papageōrgiou

## Rosa
| N° | Nome                        | Ruolo | Data di nascita  | Nazionalità sportiva |
| -- | --------------------------- | ----- | ---------------- | -------------------- |
| 1  | Kōnstantinos Christofidelīs | S     | 26 giugno 1977   | Grecia               |
| 2  | Athanasios Maroulīs         | P     | 9 luglio 1988    | Grecia               |
| 4  | Milan Jurišić               | C     | 21 agosto 1978   | Serbia               |
| 5  | Andrij Djačkov              | S     | 28 aprile 1985   | Ucraina              |
| 7  | Giōrgos Stefanou            | L     | 12 gennaio 1981  | Grecia               |
| 8  | Kōnstantinos Prousalīs      | P     | 6 ottobre 1980   | Grecia               |
| 9  | Menelaos Kokkinakīs         | S     | 21 gennaio 1993  | Grecia               |
| 10 | Sōtīrīs Sōtīriou            | S     | 20 aprile 1986   | Grecia               |
| 12 | Nikos Smaragdīs             | C     | 12 febbraio 1982 | Grecia               |
| 12 | Giōrgos Sfendylakīs         | C     | 12 dicembre 1988 | Grecia               |
| 14 | Panagiōtīs Pelekoudas       | C     | 8 novembre 1989  | Grecia               |
| 14 | Wytze Kooistra              | C     | 3 giugno 1982    | Paesi Bassi          |
| 15 | Carson Clark                | O     | 20 gennaio 1989  | Stati Uniti          |
| 16 | Chrīstos Voloudakīs         | L     | 13 febbraio 1988 | Grecia               |
| 17 | Giannīs Takouridīs          | C     | 24 maggio 1988   | Grecia               |
| 18 | Aineias Tzelati             | O     | 15 maggio 1982   | Grecia               |

## Statistiche

### Statistiche dei giocatori
| Giocatore         | Champions League | Champions League | Champions League | Champions League | Champions League |
| Giocatore         | P                | PT               | AV               | MV               | BV               |
| ----------------- | ---------------- | ---------------- | ---------------- | ---------------- | ---------------- |
| K. Christofidelīs | 3                | 17               | 17               | 0                | 0                |
| C. Clark          | 5                | 41               | 32               | 3                | 6                |
| A. Djačkov        | 5                | 40               | 34               | 3                | 3                |
| M. Jurišić        | 6                | 33               | 25               | 7                | 1                |
| M. Kokkinakīs     | 6                | 65               | 59               | 4                | 2                |
| W. Kooistra       | -                | -                | -                | -                | -                |
| A. Maroulīs       | 3                | 2                | 0                | 2                | 0                |
| P. Pelekoudas     | 4                | 7                | 4                | 2                | 1                |
| K. Prousalīs      | 6                | 6                | 2                | 4                | 0                |
| S. Sōtīriou       | 6                | 8                | 8                | 0                | 0                |
| G. Stefanou       | 6                | 0                | 0                | 0                | 0                |
| G. Sfendylakīs    | -                | -                | -                | -                | -                |
| N. Smaragdīs      | 1                | 0                | 0                | 0                | 0                |
| G. Takouridīs     | 6                | 30               | 21               | 7                | 2                |
| A. Tzelati        | 6                | 28               | 19               | 3                | 6                |
| C. Voloudakīs     | 2                | 0                | 0                | 0                | 0                |

P = presenze; PT = punti totali; AV = attacchi vincenti; MV = muri vincenti; BV = battute vincenti

NB: Non sono disponibili i dati relativi alla Volley League, alla Coppa di Grecia e alla Coppa di Lega